# Église Saint-Michel de Berlaimont
L'église Saint-Michel est une église catholique située à Berlaimont, en France.

## Localisation
L'église est située dans le département français du Nord, sur la commune de Berlaimont.

## Historique
L'édifice est classé au titre des monuments historiques en 1921.